# ميخائيل أوبراين (سياسي)
ميخائيل أوبراين (بالإنجليزية: Michael Francis O'Brien)‏ هو شخصية أعمال وسياسي أسترالي، ولد في 10 أبريل 1949. حزبياً، نشط في حزب العمال الأسترالي (فرع جنوب أستراليا) ‏. في 2002 South Australian state election ‏، انتخب عضو مجلس النواب جنوب أستراليا من الجمعية عن دائرة Electoral district of Napier ‏ وقد انضم خلال فترته النيابية ‏ (9 فبراير 2002 – 15 مارس 2014)  للكتلة البرلمانية حزب العمال الأسترالي (فرع جنوب أستراليا) ‏.